# Szembierawa
Szembierawa (biał. Шэмберава; ros. Шемберово, Szembierowo) – wieś na Białorusi, w obwodzie witebskim, w rejonie orszańskim, w sielsowiecie Mieżawa.